# ウォルター・ペイジ
ウォルター・ペイジ（Walter Page、1900年2月9日 - 1957年12月20日）は、アメリカ・ミズーリ州出身のジャズ・ベース奏者。
元々は「ブルー・デビルズ」のリーダーとして、カンザスシティで人気を誇った。最初はチューバ奏者だったが、ダブルベースに転向した。その「ブルー・デビルズ」で共に活躍していたのがカウント・ベイシー、ジミー・ラッシングなどであった。その後、ベニー・モーテン楽団に吸収され、モーテン死後はカウント・ベイシーの下で演奏した。カウント・ベイシー楽団初期のリズムセクション「オール・アメリカン・リズム・セクション」の一員であり、その柔軟なウォーキングスタイルと、力強い4ビートのベースラインはベイシー特有のサウンドに大きく貢献した。彼のプレイがその後のビバップ時代に影響したと言われ、あまり有名ではないもののジャズ・ベースの始祖と言える存在であった。

## ディスコグラフィ

### 参加アルバム
カウント・ベイシー
- The Original American Decca Recordings (1992年、GRP) ※1937年-1939年録音

バック・クレイトン
- The Huckle-Buck and Robbins' Nest (1954年、Columbia)
- How Hi the Fi (1954年、Columbia)
- 『バック・クレイトン・ジャム・セッション』 - Jumpin' at the Woodside (1955年、Columbia)
- 『バック・クレイトン・ジャム・セッション』 - All the Cats Join In (1956年、Columbia)

レスター・ヤング & バック・クレイトン
- The "Kansas City" Sessions (1997年、Commodore) ※1938年録音

ポール・クイニシェット
- For Basie (1957年、Prestige)

レスター・ヤング、チャーリー・クリスチャン、バック・クレイトン
- From Spirituals to Swing (1999年、Vanguard) ※1938年-1939年録音

ルビー・ブラフ
- 『アット・ニューポート'57』 - The Ruby Braff Octet with Pee Wee Russell & Bobby Henderson at Newport (1957年、Verve)